# Jacques Ier de Châtillon
Ne doit pas être confondu avec Jacques de Châtillon.
Jacques Ier de Châtillon (mort 11 juillet 1302), seigneur de Leuze et de Condé (seigneurie du château) (fiefs venus de sa famille paternelle), et par son mariage seigneur de Buquoy et d'Aubigny, de Carency et de Duisant, est le fils de Guy III de Châtillon, comte de Saint-Pol, et de Mathilde de Brabant. Il est gouverneur de Flandre pour Philippe le Bel.
En 1300, le roi Philippe IV désigne Jacques de Châtillon (oncle de son épouse Jeanne de Navarre : Jacques est le demi-frère de Robert II d'Artois et de Blanche d'Artois, la mère de Jeanne) comme gouverneur du comté de Flandre. Les maladresses du gouverneur ont pour conséquence d'aggraver la situation, dressant les principales villes flamandes contre le roi Philippe. 
Le 11 juillet 1302, comme ce jour-là de nombreux seigneurs et chevaliers, parmi lesquels son demi-frère Robert II d'Artois, Jacques de Châtillon trouve la mort à la bataille des Éperons d'or près de Courtrai.

## Mariage et descendance
En 1282, Jacques de Châtillon épouse Catherine de Condé-(seigneurie du propriétaire), dame de Carency et Duisant, Bucquoy et Aubigny. Ils eurent notamment :
- Hugues de Châtillon, seigneur de Leuze, de Carency, et de Condé-sur-Escaut, qui épouse en 1316 Jeanne d'Argies. Ils eurent Jeanne de Châtillon (1320-1371) qui épouse en 1335 Jacques Ier de Bourbon-La Marche ;
- Béatrice x Jean de Flandre, seigneur de Termonde, Crèvecœur, Nesle, Mondoubleau, St-Calais, vicomte de Châteaudun, fils de Guillaume et d'Alix de Clermont-Nesle, vicomtesse de Châteaudun : d'où postérité.